# Zeggenboorder
De zeggenboorder (Denticucullus pygmina) is een nachtvlinder uit de familie van de uilen, de Noctuidae. 

## Beschrijving
De voorvleugellengte bedraagt tussen de 10 en 14 millimeter. De grondkleur van de voorvleugels is variabel, en loopt uiteen van licht strokleurig met soms een roze gloed tot oranjebruin of rozebruin. De soort is zeer moeilijk op naam te brengen.

## Waardplanten
De zeggenboorder gebruikt wollegras, lis, zegge en rus als waardplanten. De rups is te vinden van september tot juni. De soort overwintert als rups.

## Voorkomen
De soort komt verspreid over Europa, Noord-Afrika en Iran voor.

### In Nederland en België
De zeggenboorder is in Nederland en België een niet zo gewone soort, die verspreid over het hele gebied kan worden gezien, met name op zandgronden. De vlinder kent één generatie die vliegt van halverwege juli tot en in november.